# Phan Hoan
Phan Hoan (15 tháng 5 năm 1927 – 23 tháng 6 năm 2014) là một sĩ quan Quân đội nhân dân Việt Nam hàm Trung tướng, ông là Anh hùng Lực lượng vũ trang nhân dân, nguyên Tư lệnh kiêm Bí thư Đảng uỷ Quân khu 5, nguyên Phó Tư lệnh Binh chủng Thông tin, nguyên Tư lệnh Quân khu 5.

## Tiểu sử
Phan Hoan sinh ngày 15 tháng 5 năm 1927 tại xã Điện Nam, huyện Điện Bàn, tỉnh Quảng Nam. Ông tham gia cách mạng từ năm 1945 và nhập ngũ năm 1946. Sau khi tham gia giành chính quyền Cách mạng Tháng Tám với người em trai, chỉ có người em của ông được công nhận là cán bộ tiền khởi nghĩa, còn ông không kê khai cho mình. Cách mạng tháng Tám thành công, ông trở thành Phó chủ tịch Ủy ban nhân dân Cách mạng lâm thời xã Điện Nam, Bí thư thanh niên Cứu quốc xã Điện Nam, Phó Bí thư Thanh niên tổng Thanh Quyết.
Từ cuối năm 1946, ông theo học tại Lục quân Khu 5 (Quảng Ngãi). Trong giai đoạn 1947–1954, ông đảm nhiệm nhiều chức vụ như Trung đội trưởng Biệt động đội vùng Điện Bàn, Thường vụ Đảng uỷ huyện Điện Bàn; Huyện đội phó huyện đội Điện Bàn, Thường vụ Đảng uỷ huyện Điện Bàn (1949); Chính trị viên Tiểu đoàn 17 Quảng Nam, Chính trị viên Trung đoàn 60, Trung đoàn 95, Sư đoàn 324. Từ năm 1955, ông theo học tại Trường Văn hoá Bộ Tổng tham mưu. Năm 1956, ông là Trung đoàn phó, Bí thư chi bộ học viên học tại Học viện Thông tin Liên Xô. Từ năm 1961, ông là Đảng uỷ viên, Phó chủ nhiệm rồi Chủ nhiệm Khoa Thông tin Trường Trung cao Quân sự.
Trong giai đoạn 1965–1971, Phan Hoan trở lại chiến trường miền Nam chiến đấu và là Trưởng ban Thông tin, Phòng Thông tin Mặt trận B3 Tây Nguyên. Sau đó ông trở thành trung đoàn trưởng của Trung đoàn 24, Mặt trận B3, Đảng uỷ viên Trung đoàn, sau đó ông được bổ giữ chức Tham mưu phó Mặt trận B3. Từ năm 1971 đến năm 1976, ông là Chỉ huy trưởng Mặt trận Quảng Đà, Chỉ huy trưởng tỉnh đội Quảng Nam – Đà Nẵng, Thường vụ Đặc khu uỷ Mặt trận Quảng Đà, Tỉnh uỷ viên tỉnh Quảng Nam – Đà Nẵng. Sau khi học bổ túc tại Học viện Quân sự cấp cao năm 1976–1977, ông trở thành Chỉ huy trưởng tỉnh đội Đắk Lắk, Tỉnh uỷ viên tỉnh đội Đắk Lắk. Đến năm 1978, ông trở thành Chỉ huy trưởng tỉnh đội Quảng Nam – Đà Nẵng, Thường vụ tỉnh uỷ Quảng Nam – Đà Nẵng.
Từ năm 1980, ông là Phó tư lệnh Binh chủng Thông tin, Đảng uỷ viên Binh chủng. Đến năm 1981, ông là Phó tư lệnh Quân khu 5, Thường vụ Đảng uỷ Quân khu 5. Năm 1987, ông trở thành Phó tư lệnh Quân khu 5 kiêm Tư lệnh Mặt trận 579, Thường vụ Đảng uỷ Quân khu 5. Ông giữ chức Tư lệnh Quân khu 5 và Bí thư Đảng uỷ Quân khu 5 (1987–1997) cho đến khi nghỉ hưu vào năm 1998. Đến năm 2012, Phan Hoan được Nhà nước Việt Nam phong tặng danh hiệu Anh hùng Lực lượng vũ trang nhân dân. Ngày 23 tháng 6 năm 2014, ông qua đời tại thành phố Đà Nẵng, hưởng thọ 87 tuổi.

## Khen thưởng
- Anh hùng lực lượng vũ trang nhân dân (2012).
- Huân chương Độc lập hạng Nhì.
- Huân chương Quân công hạng Nhất.
- Huân chương Quân công hạng Nhì.
- Huân chương Chiến công hạng Nhất.
- Huân chương Chiến công hạng Nhì.
- Huân chương Chiến công hạng Ba.
- Huân chương Chiến thắng hạng Nhất.
- Huân chương Kháng chiến hạng Nhất.
- Huân chương Giải phóng hạng Nhất.
- Huân chương Giải phóng hạng Nhì.
- Huân chương Giải phóng hạng Ba.
- Huân chương Chiến sĩ vẻ vang hạng Nhất, Nhì, Ba.
- Huy chương Quân kỳ quyết thắng.
- Huân chương Bảo vệ Tổ quốc hạng Nhất.
- Huy hiệu 50 năm tuổi Đảng.
- Cán bộ Tiền khởi nghĩa

## Lịch sử thụ phong quân hàm
| Năm thụ phong | 1984        | 1988        |
| ------------- | ----------- | ----------- |
| Quân hàm      |             |             |
| Cấp bậc       | Thiếu tướng | Trung tướng |